# 南原公平
南原 公平（みなみはら こうへい、1905年 - 1984年）は、元新聞記者、著述家、信州の郷土史家。

## 経歴
東京都に居住し、朝日新聞社に入社。その後、京都日日新聞（後の京都新聞）、東亜新報（日本占領下の北京で発行された日本語新聞）等を経て、信濃毎日新聞論説委員を歴任。退職後は執筆活動に専念した。
長野県に関する書籍を多く出し、主な著書として、『信州歴史散歩 起伏する群像』『信州歴史の旅』『信州の高原』『信州のまほろば 塩田平とその周辺』『信州の城と古戦場』などがある。特に『信州の城と古戦場』は、昭和49年（1974年）の初版当時に知られていた信州の城をほぼ網羅したもので、その後の長野県の城郭研究の一指針となった名著である。版元の令文社は倒産したが、平成21年（2009年）しなのき書房から新装改訂版として復刊されている。